# Raspoutine et l'Impératrice
Pour plus de détails, voir Fiche technique et Distribution.
Raspoutine et l'Impératrice (Rasputin and the Empress) est un film américain en noir et blanc réalisé par Richard Boleslawski et Charles Brabin (non crédité), sorti en 1932.

## Synopsis
Dans l'Empire russe durant les dernières années du règne du tsar Nicolas II et de la tsarine Alexandra, le prince Alexis est atteint d'hémophilie. Lorsque le médecin royal, le Dr Remezov, est impuissant à arrêter le saignement du garçon, la princesse Natasha, la dame d'honneur d'Alexandra, recommande le moine Raspoutine connu pour ses talents de guérisseur. Il convainc l'impératrice frénétique qu'il a été envoyé par Dieu pour guérir l'enfant. Resté seul avec ce dernier, il hypnotise le garçon et soulage son agonie mais fait aussi progressivement du tsarévitch un esclave de sa volonté. 
Avec l'influence qu'il exerce désormais sur les parents soulagés, Raspoutine commence à remplacer ceux qui leur sont fidèles par ses propres hommes. Il est grandement aidé lorsque le chef de la police secrète, craignant de perdre son emploi pour son échec à empêcher l'assassinat d'un noble proche du tsar, se tourne vers lui pour obtenir de l'aide. Avec des dossiers de police à sa disposition, Raspoutine est capable d'utiliser le chantage pour augmenter encore son pouvoir.
Le prince Paul craint que les actions de Raspoutine n'entraînent la chute de l'empire. Cependant, même Natasha croit en Raspoutine. Elle l'avertit que Paul va essayer de le tuer. Paul lui tire dessus, mais Raspoutine est indemne : il a pris la précaution de porter une cuirasse métallique cachée. Nicholas force Paul à démissionner de son poste lorsqu'il admet qu'il a tenté d'assassiner l'homme. Lorsque l'Allemagne lance un ultimatum exigeant que la Russie cesse de mobiliser son armée sur la crise entre l' Autriche-Hongrie et la Serbie , Nicolas et ses conseillers sont divisés. Raspoutine le convainc de rejeter l'ultimatum, menant à la Première Guerre mondiale .
Enfin, Raspoutine commence à faire de subtiles avances à la grande-duchesse Maria , la fille d'Alexandra. Lorsque Natasha le découvre, elle devient furieuse et crie qu'elle ira voir l'impératrice. Raspoutine la domine et la plonge dans une transe profonde. L'impératrice entre fortuitement dans la pièce à ce moment-là, permettant à Natasha de reprendre ses esprits et de raconter ce qu'elle a vu. Lorsqu'il est incapable d'ébranler la foi d'Alexandra en Natasha, Raspoutine se vante de la façon dont il est maintenant effectivement tsar. En désespoir de cause, l'Impératrice fait venir Paul. Il lui assure qu'il sait quoi faire. 
Lors d'une grande fête où Raspoutine est l'invité d'honneur, il reconnaît le serviteur qui lui a apporté toute la nuit ses gâteaux traditionnels de Tobolsk préférés ; il travaillait pour Paul. Immédiatement méfiant, Raspoutine fait perquisitionner la maison. Ils trouvent Paul et le Dr Remezov. Raspoutine est impatient d'expédier lui-même son ennemi le plus implacable; il emmène Paul dans la cave sous la menace d'une arme. Une fois qu'ils sont seuls, Paul se moque de Raspoutine, lui disant que les gâteaux étaient remplis de poison. Il saute ensuite sur Raspoutine et le bat jusqu'à l'inconscience. Cependant, Raspoutine refuse de mourir. Couvert de sang, il se lève et marche vers Paul en criant que s'il meurt, la Russie mourra. Paul le traîne finalement dans la neige et le jette dans la rivière pour le noyer.
Immédiatement, Alexei est libéré de sa transe hypnotique et embrasse sa mère. Nicolas est contraint d'exiler Paul, car les sbires de Raspoutine sont toujours au pouvoir. Cependant, la dernière prophétie du vieux charlatan se réalise, puisque le tsar est renversé et fusillé avec toute sa famille par les bolcheviks .

## Fiche technique
- Titre : Raspoutine et l’Impératrice
- Titre original : Rasputin and the Empress
- Réalisation : Richard Boleslawski et Charles Brabin (non crédité)
- Scénario : Charles MacArthur, Lenore J. Coffee (en) (non crédité), Ben Hecht (non crédité), Robert E. Sherwood (non crédité) et Mercedes de Acosta (non créditée)
- Production : Bernard H. Hyman et Irving Thalberg producteur exécutif (non crédités)
- Société de production : Metro-Goldwyn-Mayer
- Musique : Herbert Stothart
- Photographie : William H. Daniels
- Montage : Tom Held
- Direction artistique : Cedric Gibbons et Alexander Toluboff (en)
- Costumes : Adrian (robes)
- Pays de production : États-Unis
- Format : noir et blanc - son : Mono (Western Electric Sound System)
- Pays de production : États-Unis
- Langue : anglais
- Genre : drame historique
- Durée : 121 minutes
- Dates de sortie :
  - États-Unis : 23 décembre 1932 (New York)
  - États-Unis : 24 mars 1933 (sortie nationale)
  - France : 15 décembre 1933

## Distribution
- John Barrymore : prince Paul Chegodieff
- Ethel Barrymore : impératrice Alix de Hesse-Darmstadt
- Lionel Barrymore : Grigori Raspoutine
- Ralph Morgan : Nicolas II de Russie
- Diana Wynyard : princesse Natasha
- Tad Alexander : Alexis Nikolaïevitch de Russie
- C. Henry Gordon : grand-duc Igor
- Edward Arnold : Dr A. Remezov

Et, parmi les acteurs non crédités
- Henry Kolker : chef de la police secrète
- Sarah Padden : Duna, la propriétaire
- Gustav von Seyffertitz : Dr Franz Wolf
- Frank Shannon : un général
- Jean Del Val
- William "Stage" Boyd